# Benedict Iroha
Benedict (Ben) Iroha (ur. 29 listopada 1969 w Abie) – piłkarz nigeryjski grający na pozycji lewego obrońcy lub pomocnika. Nosił przydomek "Silencer".

## Kariera klubowa
Iroha pochodzi z miasta Aba. Karierę zaczynał w klubie Bendel Insurance FC, w którym zadebiutował w nigeryjskej ekstraklasie jako pomocnik. W 1990 przeszedł do Iwuanyanwu Nationale i z klubem z miasta Owerri został mistrzem kraju. Rok później Iroha był już zawodnikiem ASEC Mimosas z Wybrzeża Kości Słoniowej, z którym dwukrotnie, w 1991 i 1992, wywalczył tytuł mistrza Wybrzeża Kości Słoniowej, a 1992 także krajowy puchar.
Zimą 1993 Iroha trafił do Europy i został piłkarzem SBV Vitesse. Z podowu kontuzji zadebiutował w Eredivisie dopiero w kolejnym sezonie (1993/1994). W Vitesse nie wywalczył łatwo miejsca w składzie, rozegrał jako obrońca tylko 9 ligowych meczów i zdobył 1 gola, zajmując z klubem z Arnhem 4. miejsce w lidze. W sezonie 1994/1995 tylko 3 razy pojawił się na boisku Eredivisie, a z Vitesse zajął 6. pozycję. Sezon 1995/1996 był dla Irohy ostatnim w Holandii. Znów grał mało – zaledwie 9 ligowych meczów – i już zimą 1996 opuścił zespół.
Iroha wyjechał do Stanów Zjednoczonych i podpisał kontrakt z San Jose Clash, drużyną nowo utworzonej Major League Soccer. W San Jose spotkał kolegę z reprezentacji, Michaela Emenalo. W Clash był najczęściej ustawiany na lewej pomocy i grając na tej pozycji zdobył 2 bramki, 8 asyst (2. miejsce w drużynie) i rozegrał 29 meczów. Z San Jose awansował do fazy play-off, ale już w 1. rundzie jego drużyna odpadła z późniejszym mistrzem USA, Los Angeles Galaxy. Rok 1997 Benedict rozpoczął w San Jose, ale 15 maja podpisał kontrakt z Washington D.C. United. W stołecznym zespole rozegrał 17 meczów i strzelił 4 gole, a zespół dotarł do finału play-off, w którym pokonał Colorado Rapids 2:1 stając się tym samym drugim w historii mistrzem MLS.
Na początku 1998 Iroha powrócił do Europy, ale w barwach drużyny z Segunda División Elche CF rozegrał tylko 1 ligowy mecz i opuścił zespół przed końcem sezonu. Latem był wolnym zawodnikiem i po poszukiwaniach nowego klubu ostatecznie trafił do angielskiego Watfordu. Pobytu w Division One nie mógł zaliczyć do udanych: już w debiucie strzałem głową zdobył samobójczego gola, a w lidze zagrał tylko w 10 meczach. Mimo to wywalczył z Watfordem dzięki barażom awans do Premier League. 
Iroha miał problemy z tzw. paluchem koślawym, które wyeliminowały go z gry na długi okres i ostatecznie w sezonie 1999/2000 zdecydował się zakończyć piłkarską karierę.
| Sezon   | Klub                 | Kraj                     | Rozgrywki           | Mecze | Bramki |
| ------- | -------------------- | ------------------------ | ------------------- | ----- | ------ |
| 1989    | Bendel Insurance FC  | Nigeria                  | Premier League      | ?     | ?      |
| 1990    | Iwuanyanwu Nationale | Nigeria                  | Premier League      | ?     | ?      |
| 1991    | ASEC Mimosas         | Wybrzeże Kości Słoniowej | Ligue 1 MTN         | ?     | ?      |
| 1992    | ASEC Mimosas         | Wybrzeże Kości Słoniowej | Ligue 1 MTN         | ?     | ?      |
| 1992/93 | SBV Vitesse          | Holandia                 | Eredivisie          | 0     | 0      |
| 1993/94 | SBV Vitesse          | Holandia                 | Eredivisie          | 9     | 1      |
| 1994/95 | SBV Vitesse          | Holandia                 | Eredivisie          | 3     | 0      |
| 1995/96 | SBV Vitesse          | Holandia                 | Eredivisie          | 9     | 0      |
| 1996    | San Jose Clash       | USA                      | Major League Soccer | 29    | 2      |
| 1997    | San Jose Clash       | USA                      | Major League Soccer | 4     | 0      |
| 1997    | DC United            | USA                      | Major League Soccer | 17    | 4      |
| 1997/98 | Elche CF             | Hiszpania                | Segunda División    | 1     | 0      |
| 1998/99 | Watford F.C.         | Anglia                   | Division One        | 10    | 0      |
| 1999/00 | Watford F.C.         | Anglia                   | Premier League      | 0     | 0      |

## Kariera reprezentacyjna
W 1990 roku Iroha trafił do pierwszej reprezentacji Nigerii będąc powołanym na Puchar Narodów Afryki 1990. Został wtedy przekwalifikowany przez selekcjonera Clemensa Westerhofa z lewego pomocnika na lewego obrońcę. Jednak w pierwszym meczu z gospodarzami, Algierią nie wypadł dobrze na tej pozycji i Nigeria doznała klęski 1:5. Z czasem gra „Super Orłów” była coraz lepsza i dotarli oni do finału, w którym ponownie przegrali z Algierią, tym razem 0:1. Iroha nie zagrał jednak w finałowym meczu, gdyż w połowie turnieju doznał kontuzji.
W 1994 roku Iroha ponownie wystąpił w turnieju o Puchar Narodów Afryki. Na boiskach Tunezji zagrał już we wszystkich meczach swojej reprezentacji. W półfinałowym meczu przeciwko reprezentacji Wybrzeża Kości Słoniowej w 26. minucie zdobył wyrównującego gola, ostatecznie mecz po 120 minutach zakończył się remisem 2:2, a w rzutach karnych zwyciężyli Nigeryjczycy. Iroha zagrał także w finałowym meczu z Zambią, w którym Nigeria wygrała 2:1 i została mistrzem Afryki. Iroha po tym turnieju został wybrany najlepszym lewym obrońcą Afryki. Jeszcze w tym samym roku został powołany przez Westerhofa do kadry na Mistrzostwa Świata w USA. Tam zagrał w meczu z Bułgarią (3:0), jednak w trakcie meczu doznał kontuzji pachwiny. Zagrał w tym meczu do końcowego gwizdka, ale kontuzja okazała się na tyle poważna, że wyeliminowała go z gry do końca turnieju. Jego miejsce zajął Emenalo, który nie grał jednak tak efektownie jak Benedict. Nigeria odpadła ostatecznie w 1/8 finału po porażce 1:2 z Włochami.
W 1998 roku Iroha zaliczył swój drugi w karierze turniej Mistrzostw Świata. Na Mistrzostwach we Francji był jednak tylko rezerwowym dla Celestine Babayaro i zagrał jedynie w grupowym meczu z Paragwajem (1:3), w którym dostał żółtą kartkę. Także i w tym turnieju Nigeria skończyła swój udział na 1/8 finału.
W reprezentacji Nigerii Iroha zaliczył 37 występów i zdobył 1 gola.

## Sukcesy
- Mistrzostwo Nigerii: 1990 z Iwuanyanwu Nationale
- Mistrzostwo Wybrzeża Kości Słoniowej: 1991, 1992 z ASEC
- Puchar Wybrzeża Kości Słoniowej: 1992 z ASEC
- Mistrzostwo MLS: 1997 z Washington D.C.
- Awans do Premiership: 1999 z Watfordem
- Mistrzostwo Afryki: 1994
- Wicemistrzostwo Afryki: 1990
- Udział w MŚ: 1994, 1998